# Schans van Castelré

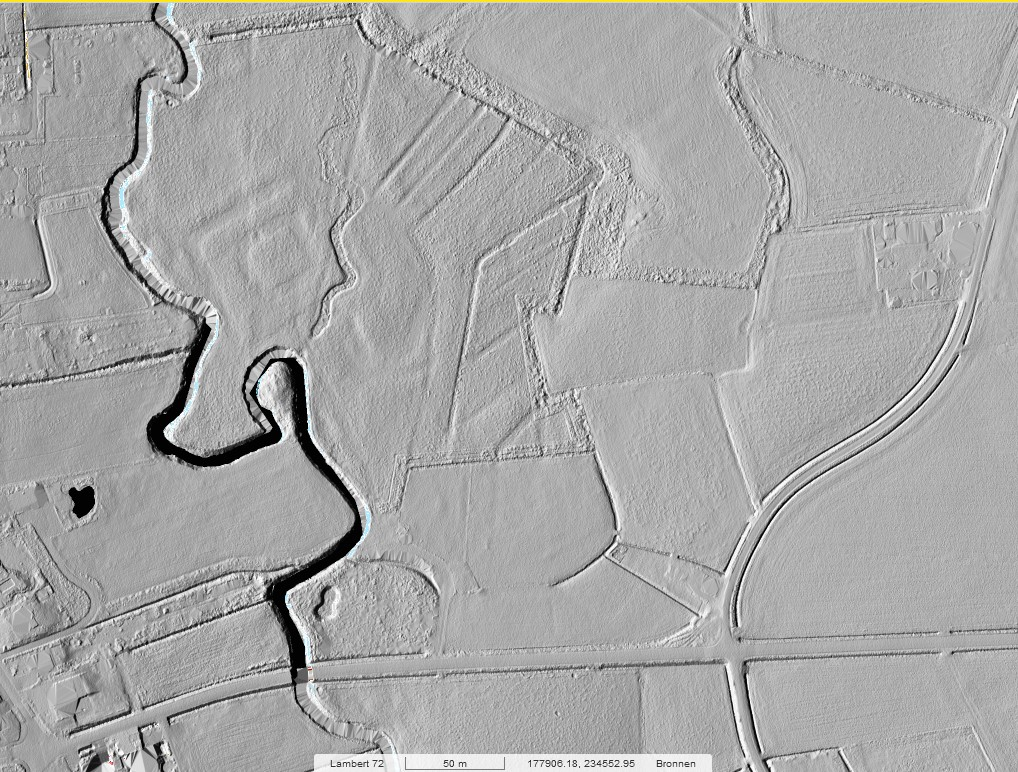
Schans van Castelré, hoogtekaart 0,25 meter (Geopunt Vlaanderen) In Castelré is vandaag enkel het noordelijke bastion, met centraal een vierkante toren, nog zichtbaar in het landschap. Het complex is 3,5 ha groot. Het vermoedelijk zuidelijke bastion is verdwenen: het werd doorsneden door de huidige brug met de bijhorende Hoogstratensebaan. Het stuk land ten zuiden van de Hoogstratensebaan wordt door de lokale bevolking nog 'Schrans' genoemd.

Bastions waren de puntige verdedigingswerken waarop de kanonnen stonden opgesteld.

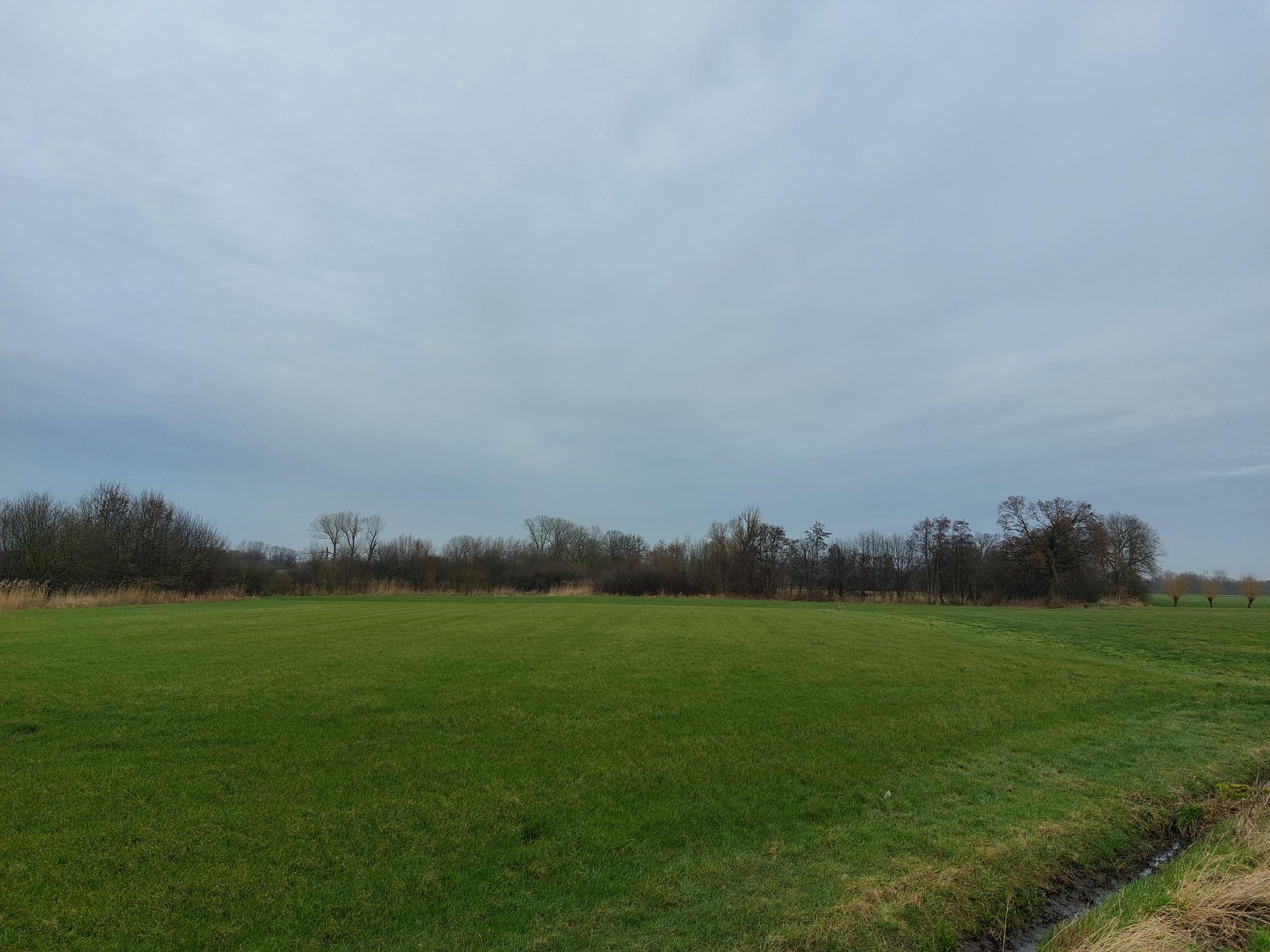
Vergezicht op de schans van Castelré

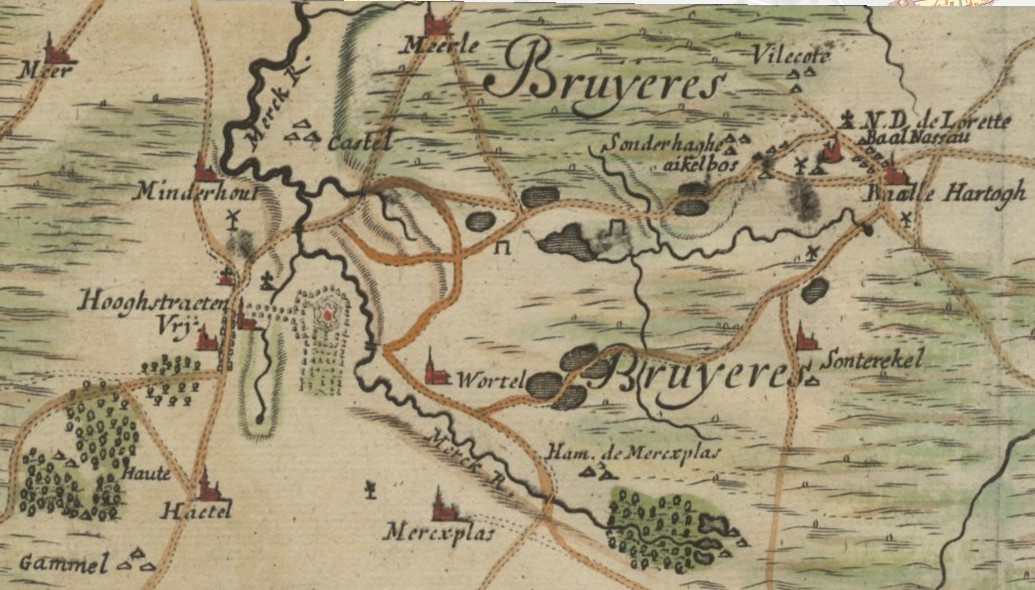
Castelré als knooppunt van militaire verplaatsingen (1712)

De schans van Castelré in Nederland is een militaire structuur van het type redoute. Het ligt net ten noorden van het bruggetje over de Mark naar Minderhout.

## Geschiedenis
Castelré, een historisch plaatsje waarvan de geschiedenis van de schans zelf grotendeels onbekend blijft, heeft door de eeuwen heen gefungeerd als een belangrijk knooppunt voor militaire verplaatsingen. Dit wordt duidelijk geïllustreerd op de kaart van militaire wegen van Eugène-Henri Fricx uit 1712. Ondanks dat Castelré volledig omsloten is door Belgisch grondgebied, ligt het onder de invloedssfeer van Breda. Nochtans ligt het op een steenworp van het Gelmelslot. 
De unieke geografische ligging van Castelré maakt het de enige plaats in Nederland waar België zowel ten zuiden, ten westen als ten noorden ligt. Het ligt omsloten door twee grensrivieren, de Mark in het westen en 't Merkske in het noorden. Ten zuiden wordt de grens bepaald door de Hollandse Loop. De geïsoleerde ligging wordt geïllustreerd door het historisch plaatsje 't Groeske. Castelré en zijn omliggende heidegebied fungeerden historisch als doortrek- en bivakzone voor grote legers. Deze strategische positie verklaart waarom de vestingstad Breda belang hechtte aan de controle over het gebied. Castelré wordt bijvoorbeeld vermeld als doortrekgebied tijdens een driedaagse mars van circa 120 kilometer met 30.000 manschappen van Roosendaal naar Maastricht op 7 november 1672. Op 6 december van dat jaar werd Valkenburg ingenomen en zette de troepenmacht haar opmars voort richting het uiteindelijke doel: het Beleg van Charleroi (1672). Het beleg werd op 22 december opgebroken en men ging terug naar Alphen waar men op 30 december terug aankwam.
In 1554 sprak Karel V een geschil uit over de rivier de Mark. De heer van Breda wilde aan zijn kant geen bruggen die zwaar verkeer konden dragen, omdat dit concurrentie was voor zijn tolbrug. Aan Hoogstraatse kant wilde de heer van Hoogstraten de mogelijkheid open houden voor licht scheepsverkeer. Zo waren er in 1550 lichte schuiten van vijftien meter lang en drie meter breed mogelijk tot aan de watermolen van Ibbrugge (Volmolenbrug), waar de samenvloeiing is van Mark en Merkske. De stuw van deze watermolen kon ook de waterstand aan de schans regelen. Hierdoor waren militaire bewegingen pas mogelijk ter hoogte van Castelré. Hier ontstond dan ook een verkeersas van west naar oost en omgekeerd. Er was hier op de rechteroever een afbuiging naar het noorden via Meerle naar het kasteel van Breda, en een afbuiging naar het zuiden naar de poort aan de achterkant van het kasteel van Hoogstraten. De brug bij Minderhout werd bij militaire conflicten dikwijls vernield en in brand gestoken. Mensen van Castelré legden dan een voetbrug aan om naar de kerk in Minderhout te kunnen blijven gaan. 
Op de kaart van Frickx is een cirkelvormige randweg te zien, die het schootsveld van de kanonnen op het bastion van de schans markeert. Het gehucht Schootsenhoek is mogelijk een verwijzing naar het schootsveld, mogelijk een oefenveld. Daarnaast wordt de middeleeuwse rechte weg, Haldijk, in de heide tussen de Schoorbrug aan Hal (Minderhout) en de brug aan Minderhout onderbroken op een afstand van ongeveer 1.2 kilometer van de plaats van de kanonnen. Deze onderbreking geeft een indicatie van de schootsafstand en het bereik van de kanonnen. 
De Koestraat in Minderhout vormt een verbindingsweg tussen de kerk van Minderhout, die tevens een verdedigingsfunctie had, en de toren van de schans. Hoewel de rivier de Mark nog moest worden overgestoken, is de oorspronkelijke brug in de loop der tijd verdwenen. Deze rivierovergang staat bekend om zijn strategische belang, waarbij de brug bij elke oorlog werd verwoest, ook in recente conflicten. De brug werd op verschillende plaatsen heropgebouwd, en soms was het gewoon een voetbrug. Hierdoor krijgt men een as-verschuiving tussen de huidige Koestraat en de weg naar Baarle-Hertog. 